# Kungliga minnestecken

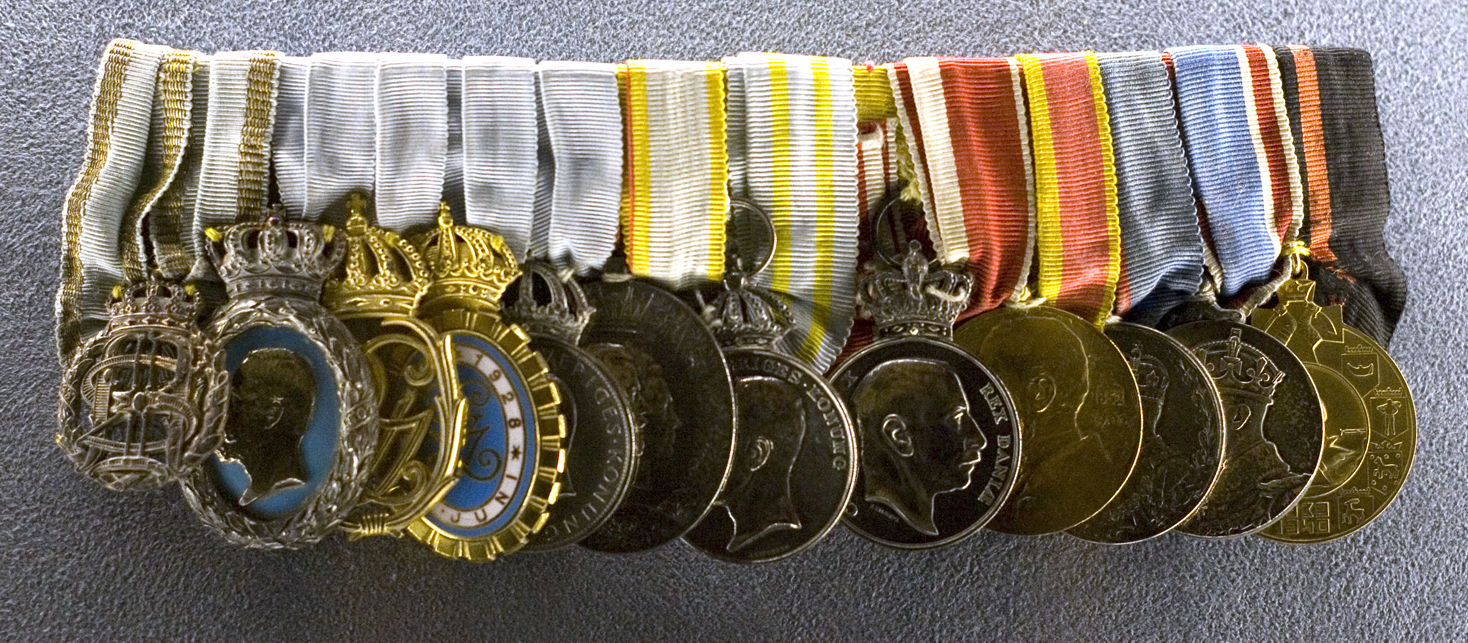
Gustaf VI Adolfs dekorationer. Från vänster: OII:SGbmt, OII:sJmt, GV:sJmtII, GV:sJmt, GVIA:sMM, GV:Sbm, GV:sOlM. Därefter utländska medaljer.

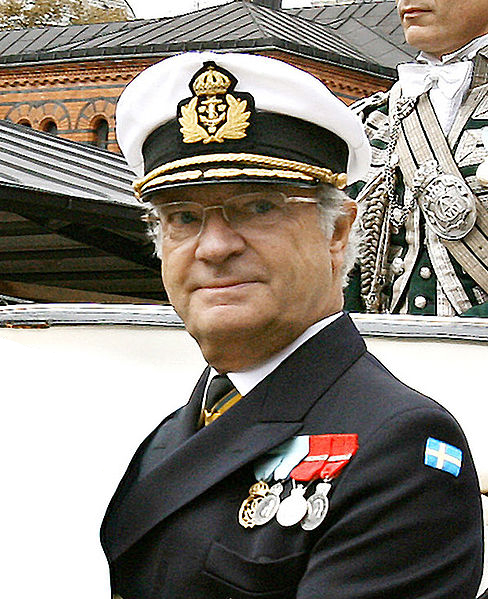
Kung Carl XVI Gustaf med Gustaf V:s jubileumsminnestecken II, Gustav VI Adolfs minnesmedalj, Håkon VII:s minnesmedalj, och Olav V:s minnesmedalj.

Kungliga minnestecken är tecken och medaljer i band som instiftats till minne av händelser inom ett kungahus.
Vanligtvis födelsedagar, jubileer, kröningar och bröllop. 
Det äldsta svenska minnestecknet instiftades av kung Gustaf III vid prins Gustaf (IV) Adolfs dop. I den svenska militära bärandeordningen räknas kungliga minnestecken till kategori C. och bärs efter Serafimerorden och krigsdekorationer.

## Svenska kungliga minnestecken
Listade här i kronologisk ordning. Ordning vid bärande är att kungliga jubileumsminnestecken och minnesmedaljer grupperas flockvis per monark, med tidigare monarks flock framför (till höger från bäraren sett) senare monarks flock. Inom varje flock placeras senast utdelade minnestecken eller minnesmedalj före tidigare mottagen. Därefter övriga kungl. jubileumsminnestecken och minnesmedaljer . Minnestecken med anledning av dödsfall dock sist. Ordningen är OIISGbmt, OII:sJmt, GV:sJmtII, GV:sJmt, GVIA:sMM, CXVIG:sJmtIV, CXVIG:sJmtIII, CXVIG:sJmtII, CXVIG:sJmt, GV:Sbm, VD:sBMM, GV:sMt. Denna ordning återspeglas i både Statskalendern, Hovkalendern och Ordenskalender 1975.
| Förkortning   | Namn                                                                     | Band      | Instiftad        | Kommentar | Källa |
| ------------- | ------------------------------------------------------------------------ | --------- | ---------------- | --- | ----- |
| GIII:sFadt    | Gustav III:s faddertecken                                                | Guldkedja | 1778             | Utdelad till faddrarna vid kronprinsens dop. | [ 4 ] |
| OII:sJmt      | Konung Oscar II:s jubileumsminnestecken                                  |           | 1897             | Utdelad vid Oscar II:s 25-åriga regeringsjubileum. |       |
| GVSbm         | Kronprins Gustafs (V) och Kronprinsessan Victorias silverbröllopsmedalj. |           | 1906             | |       |
| OIISGbmt      | Konung Oscar II:s och Drottning Sofias guldbröllopsminnestecken          |           | 1907             | |       |
| GV:sJmt       | Konung Gustaf V:s jubileumsminnestecken                                  |           | 25 maj 1928      | Utdelad i cirka 950 exemplar med anledning av kungens 70-årsdag till kungafamiljen, hovstaterna, gäster samt de som bidragit till jubileumsinsamlingen. | [ 5 ] |
| GV:sJmtII     | Konung Gustaf V:s jubileumsminnestecken II                               |           | 21 maj 1948      | Utdelad i cirka 800 exemplar med anledning av kungens 90-årsdag till samma som ovan.                                                                    | [ 5 ] |
| GV:sMt        | Konung Gustav V:s minnestecken                                           |           | 16 februari 1951 | Utdelad i 303 exemplar till medlemmar vid den avlidne kungens hovstat och stab samt personal.                                                           | [ 5 ] |
| GVIA:sMM      | Konung Gustav VI Adolfs minnesmedalj                                     |           | 29 augusti 1967  | Utdelad i 650 exemplar med anledning av kungens 85-årsdag.                                                                                              | [ 5 ] |
| CXVIG:sJmt    | Konung Carl XVI Gustafs jubileumsminnestecken                            |           | 30 april 1996    | Utdelad med anledning av kungens 50-årsdag. |       |
| VD:sBMM       | Kronprinsessan Victorias och Prins Daniels bröllopsminnesmedalj          |           | 8 juni 2010      | Utdelad vid kronprinsessparets bröllop 19 juni 2010. | [ 6 ] |
| CXVIG:sJmtII  | Konung Carl XVI Gustafs jubileumsminnestecken II                         |           | 28 augusti 2013  | Utdelad i 477 exemplar vid kungens 40-åriga regeringsjubileum.                                                                                          | [ 7 ] |
| CXVIG:sJmtIII | Konung Carl XVI Gustafs jubileumsminnestecken III                        |           | 30 april 2016    | Utdelad med anledning av kungens 70-årsdag. | [ 8 ] |
| CXVIG:sJmtIV  | Konung Carl XVI Gustafs jubileumsminnestecken IV                         |           | 28 april 2023    | Utdelad i 695 exemplar vid kungens 50-åriga regeringsjubileum.                                                                                          | [ 9 ] |

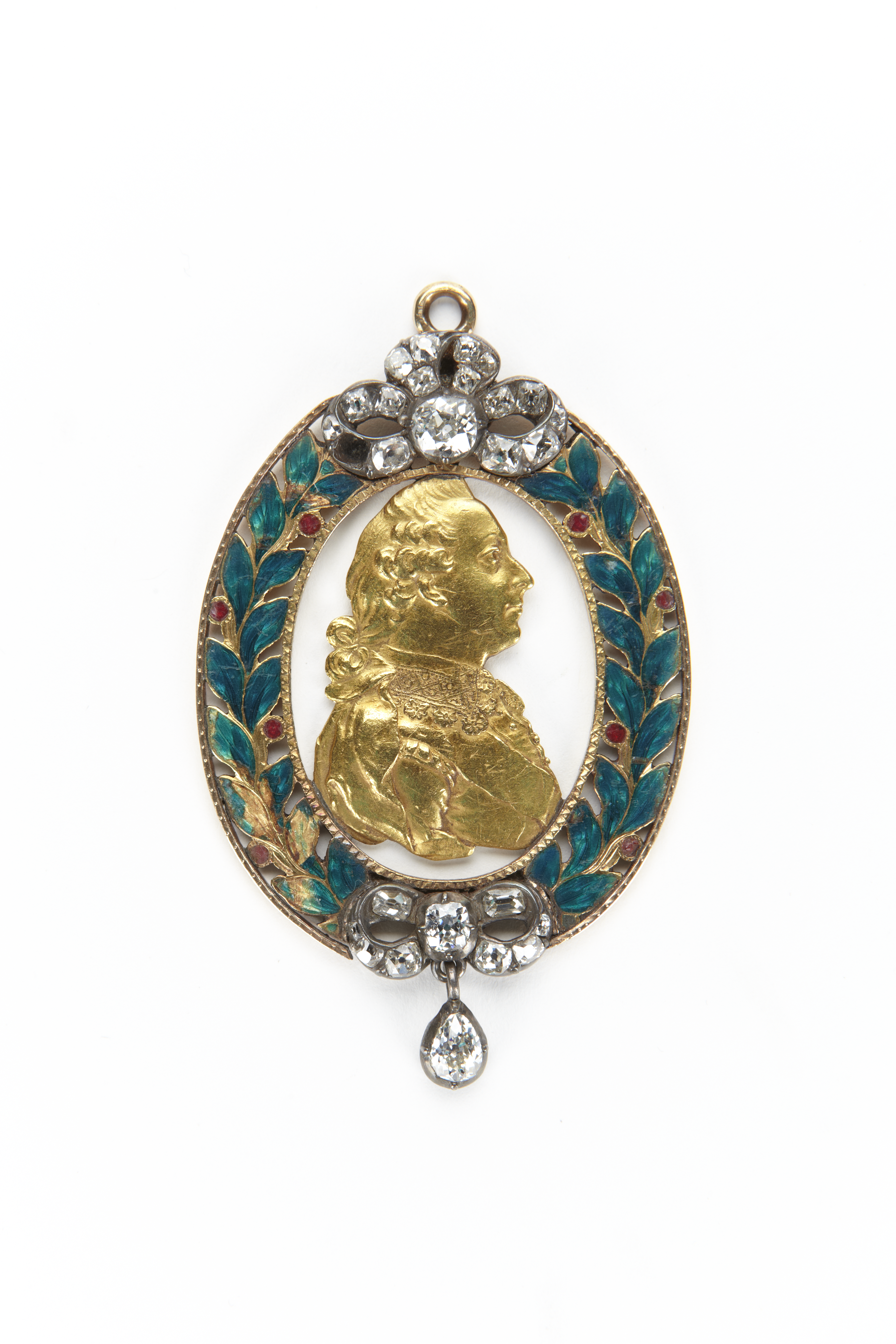
Gustav III:s faddertecken från 1778
OII:sJmt
OII:sJmt
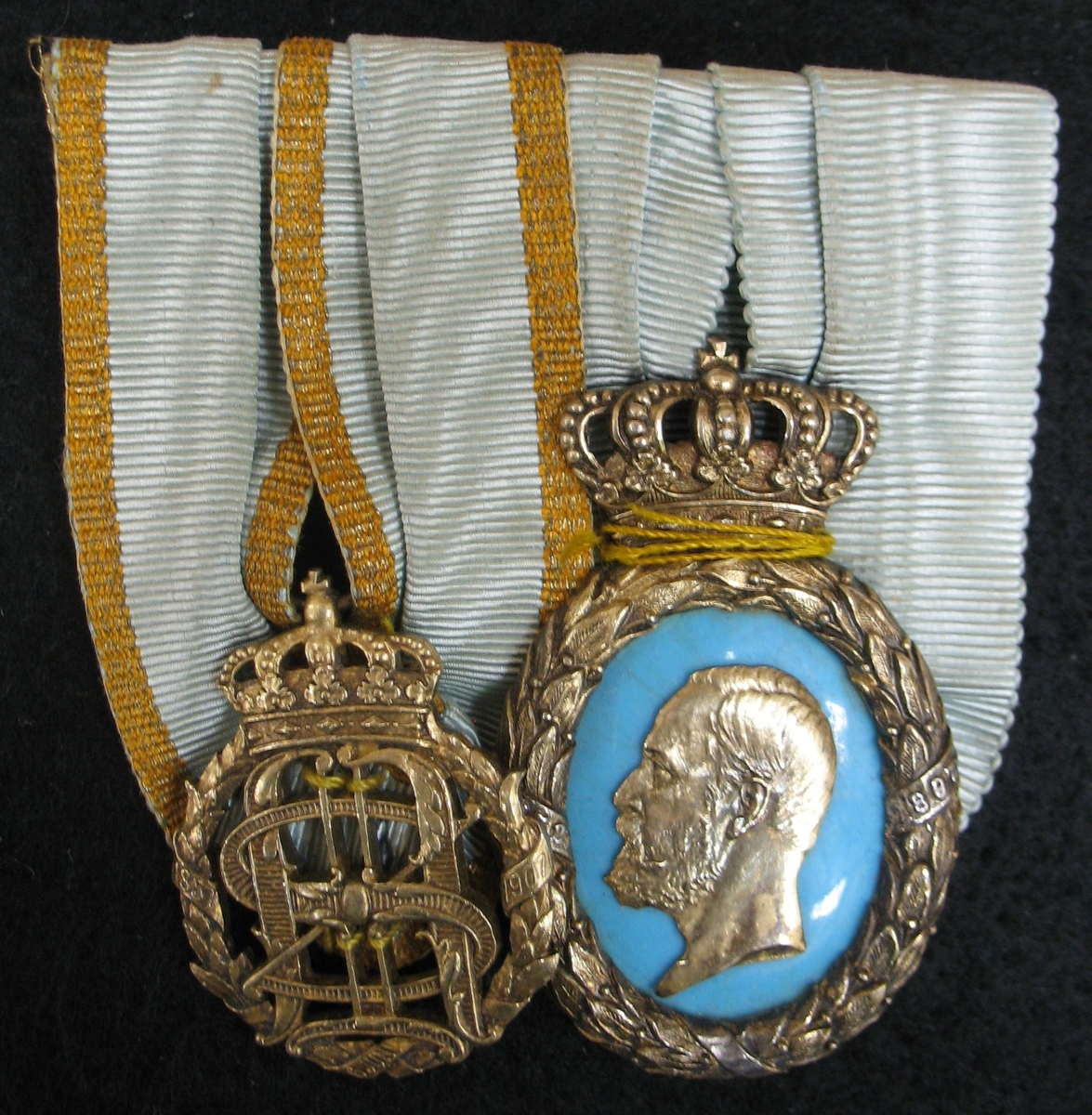
OII:sGbmt och OII:sJmt
OII:sGbmt
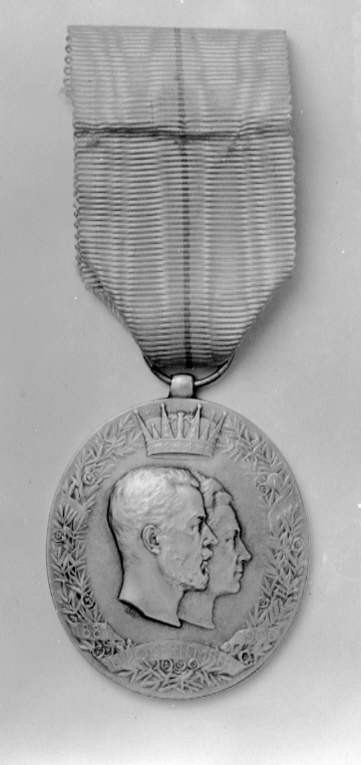
GV:sbm
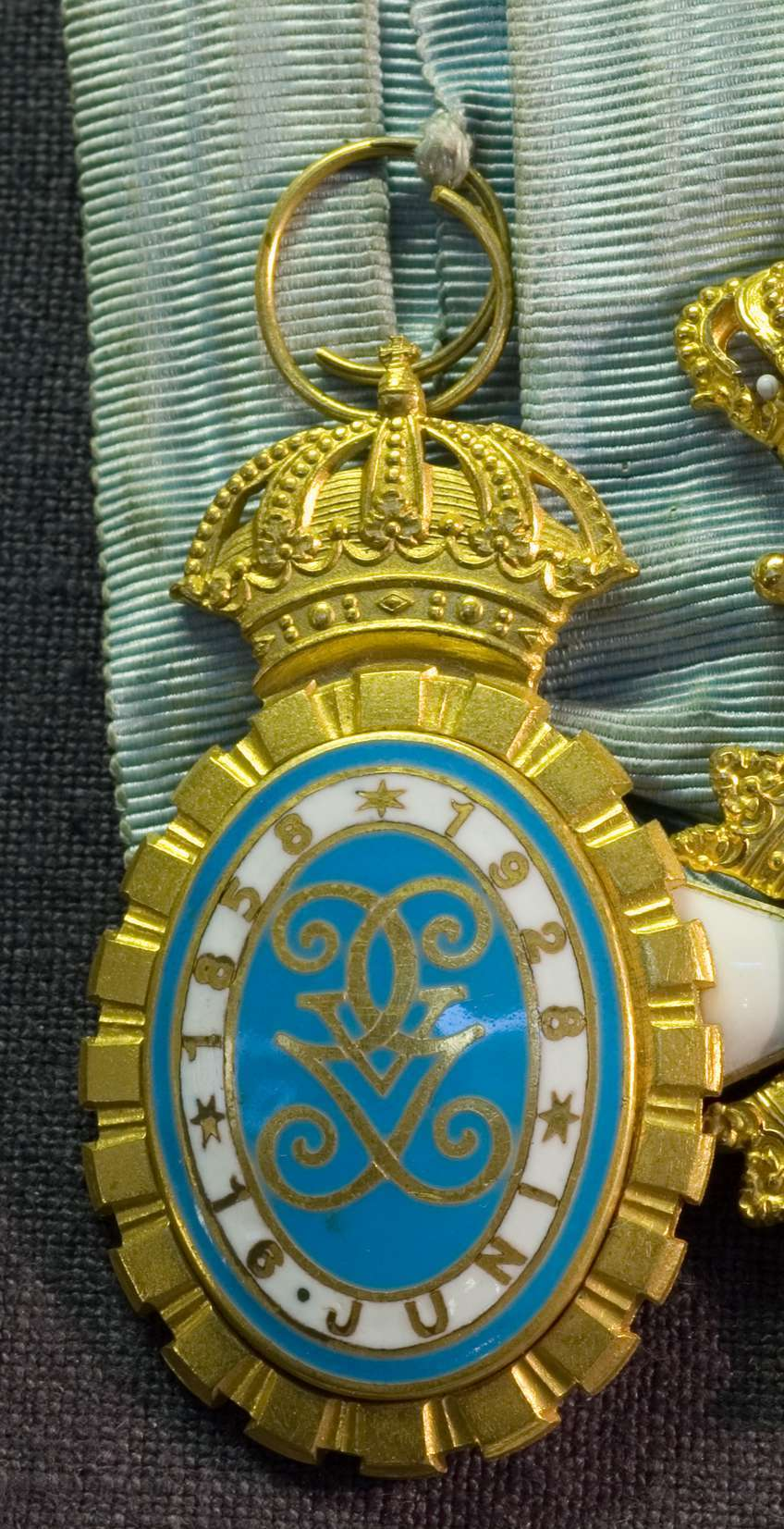
GV:sJmt
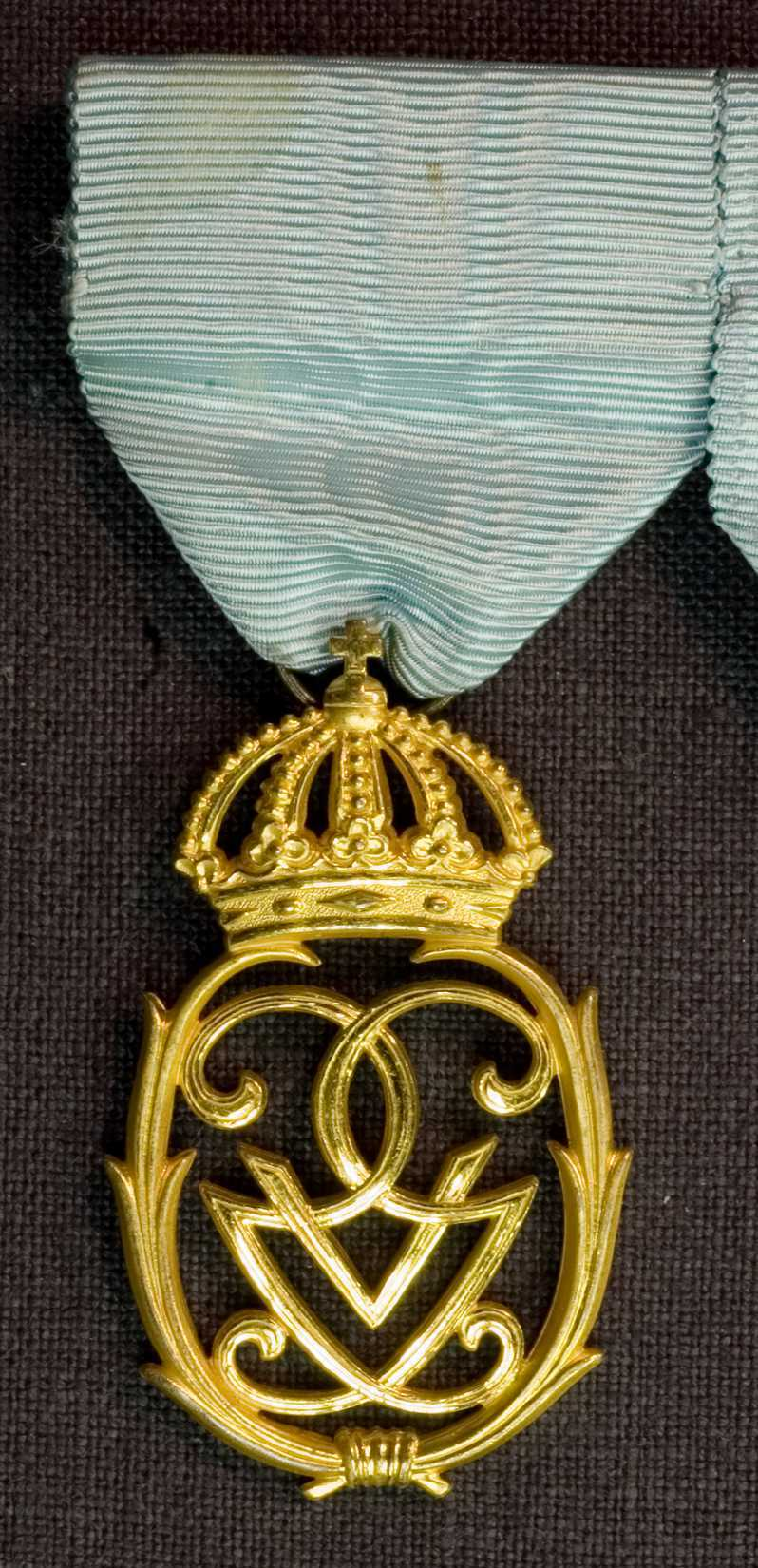
GV:sJmtII
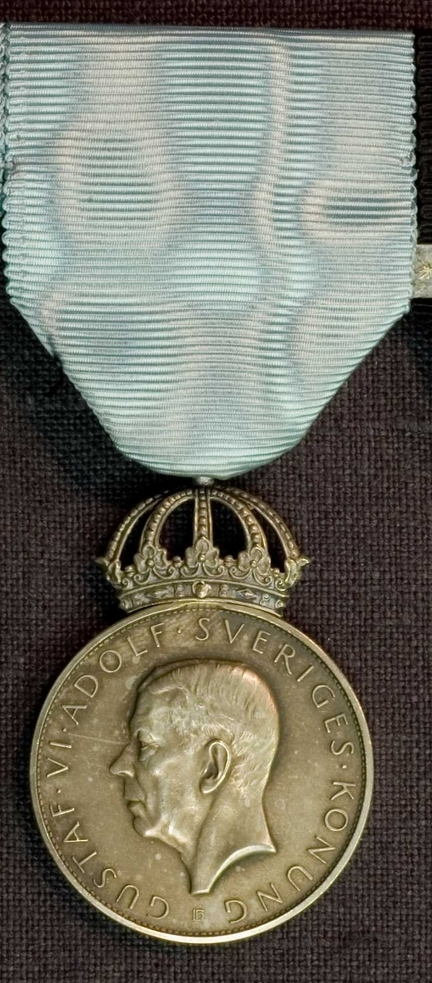
GVIA:sMM
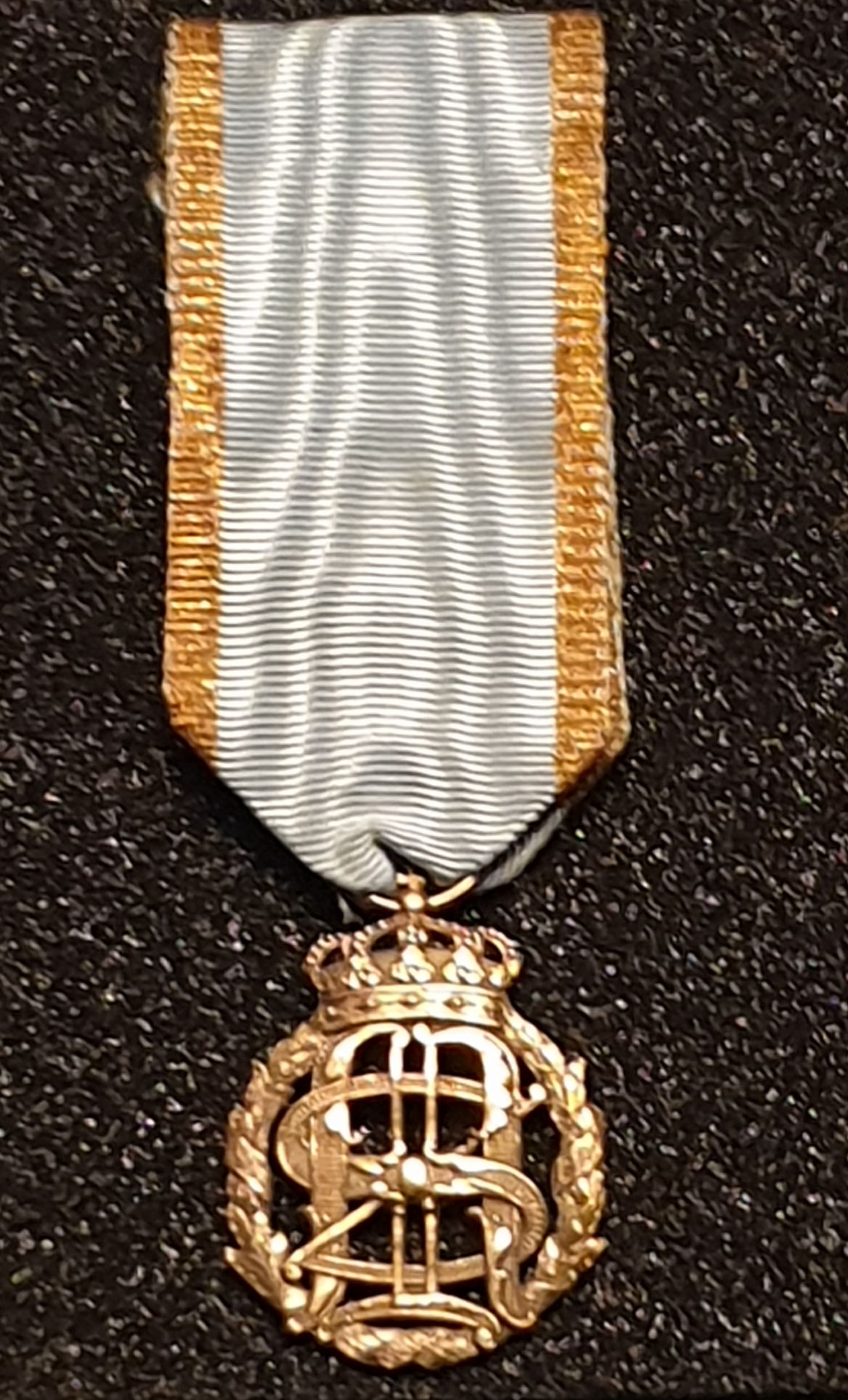
OII:sGbmt
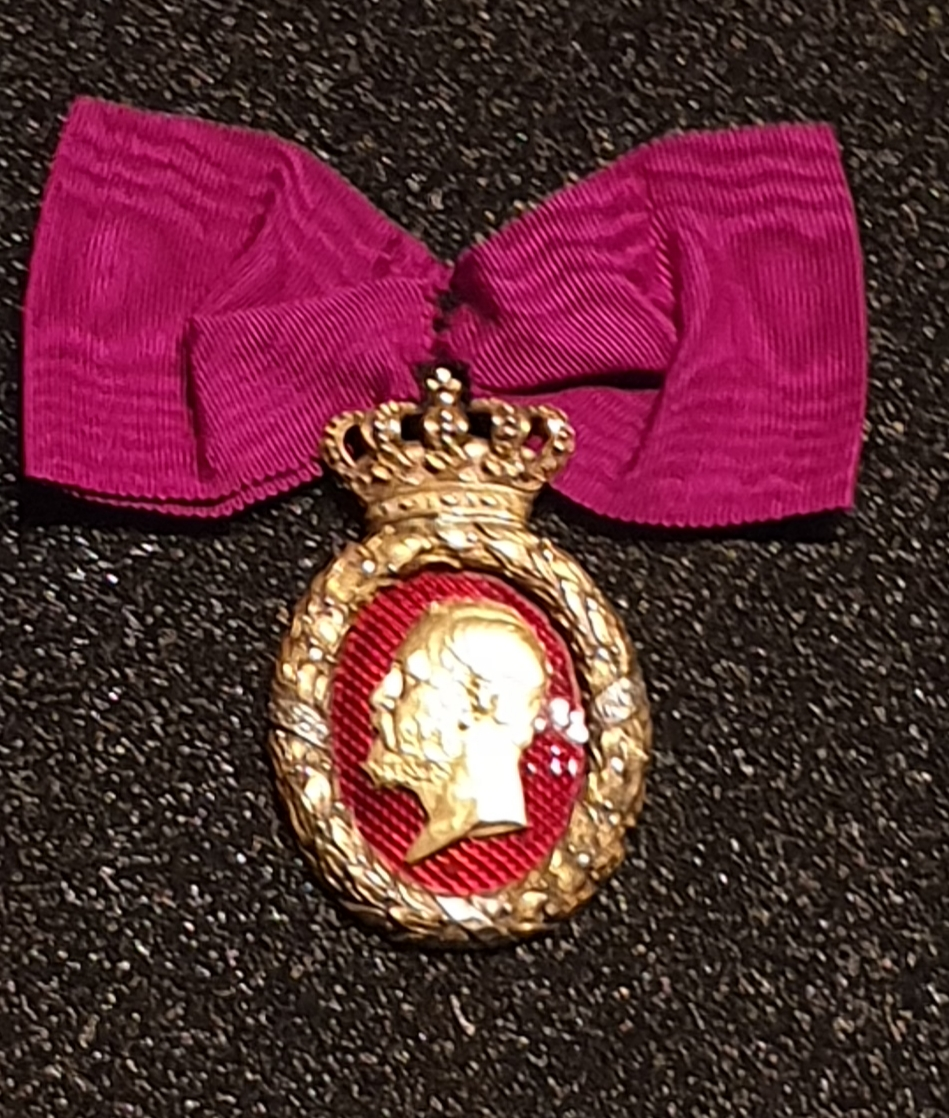
OII:sJmt
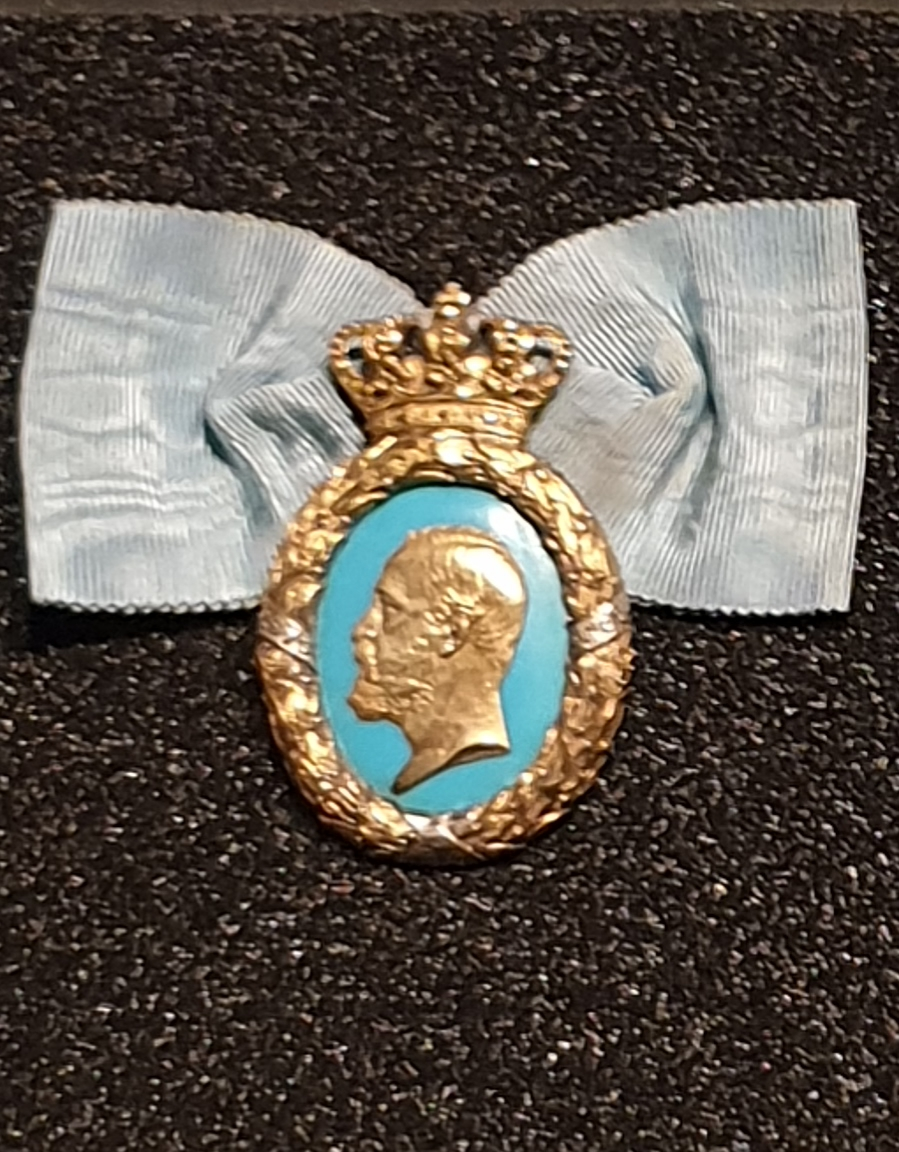
OII:sJmt
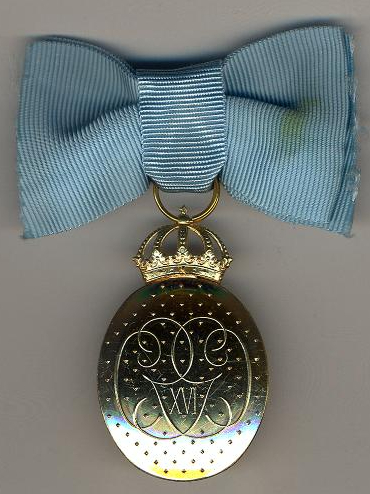
CXVIG:sJmt
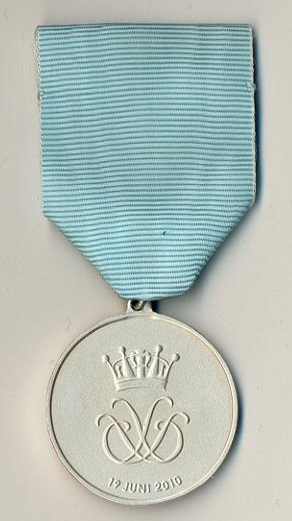
VD:sBMM
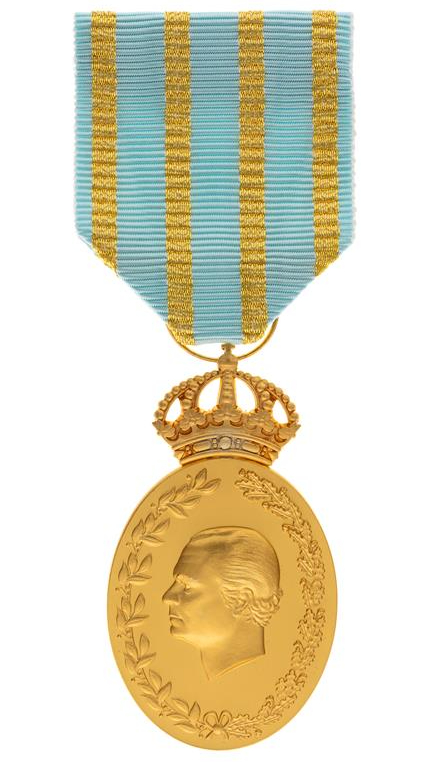
CXVIG:sJmtII
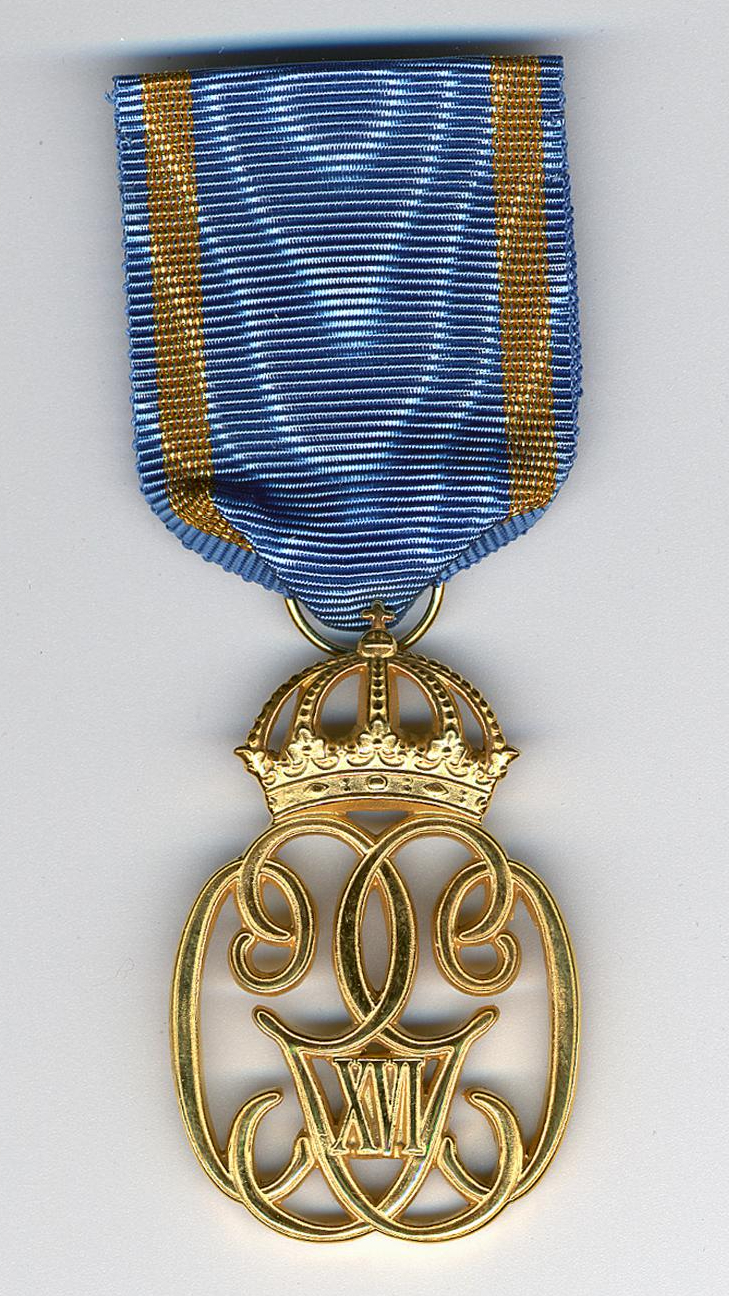
CXVIG:sJmtIII
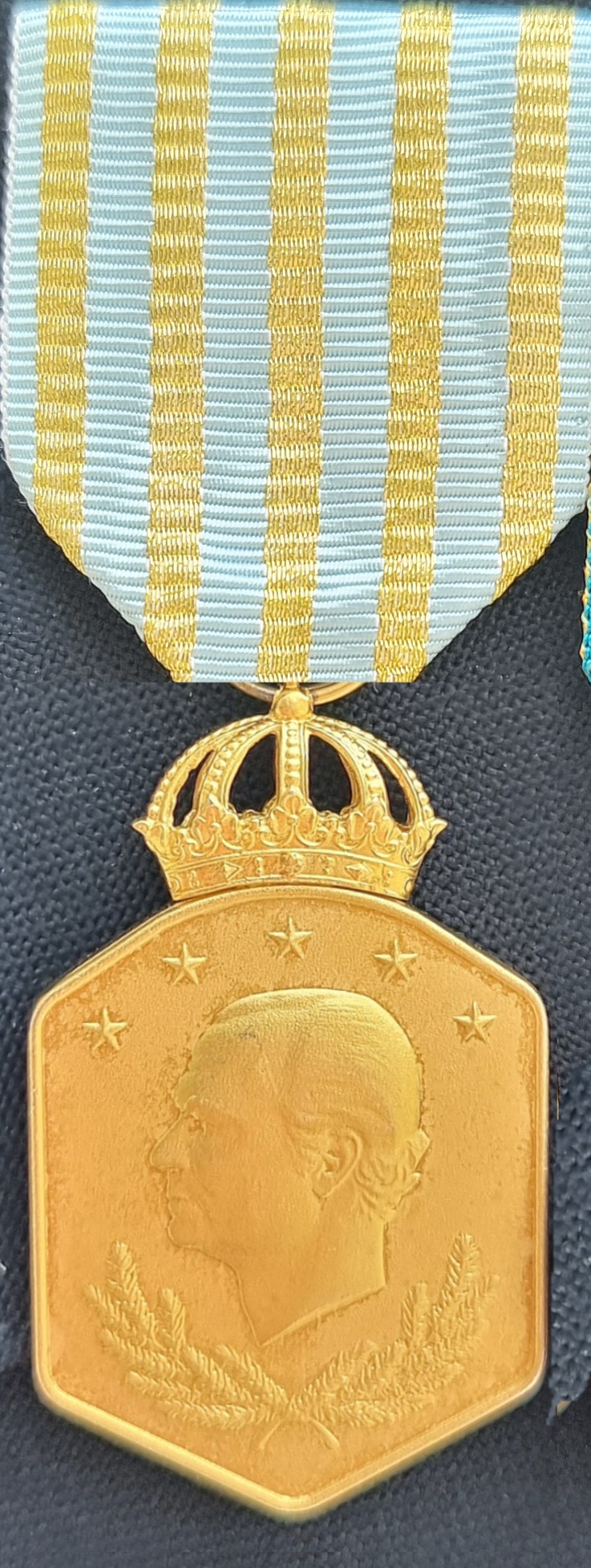
CXVIG:sJmtIV